# خانه محمود فرجادیان
خانه محمود فرجادیان مربوط به دوره پهلوی اول است و در شیراز، خیابان خیام، کوچه ۲، شماره ۲۱ واقع شده و این اثر در تاریخ ۱۰ خرداد ۱۳۸۲ با شمارهٔ ثبت ۹۰۰۰ به‌عنوان یکی از آثار ملی ایران به ثبت رسیده است.